# Alexandros I của Macedonia
Alexandros I là vua của Macedonia từ 498 TCN đến 454 TCN. Ông là con của Amyntas I, vua Macedonia và Eurydice.
Theo sử gia Herodotus, Alexandros I là kẻ thù của người Ba Tư, và đã giết các sứ thần của hoàng đế Darius I khi họ đến Macedonia để yết kiến cha ông, trong cuộc khởi nghĩa Ionian. Dù vậy, ông bị buộc phải thần phục Ba Tư khi con trai Darius I là hoàng đế Xerxes I xâm lăng Hy Lạp, và ông là đại diện của tổng tư lệnh Ba Tư Mardonius trong cuộc đàm phán hòa bình sau khi quân Ba Tư đại bại trong trận Salamis năm 480 TCN. Mặc dù thần phục Ba Tư, ông cung cấp lương thực và advice cho quân đội Hy Lạp, and warned them of Mardonius'plans before trận Plataea năm 479 TCN. Sau khi thua trong trận Plataea, tướng Artabazus cho rút toàn bộ quân đội Ba Tư về Tiểu Á. Có khoảng 43.000 quân Ba Tư thiệt mạng trong trận phục kích của Alexandros và quân đội ở cửa sông Strymon. Alexandros cuối cùng đã giành được độc lập cho Macedonia thoát khỏi tay người Ba Tư.
Vào năm 450 TCN ông đã được kế vị bởi con trai là Perdiccas II.